# Цис (Вармінсько-Мазурське воєводство)
Цис (пол. Cis, нім. Friedrichsthal) — село в Польщі, у гміні Свентайно Щиценського повіту Вармінсько-Мазурського воєводства.
Населення — 79 осіб (2011).
У 1975-1998 роках село належало до Ольштинського воєводства.

## Демографія
Демографічна структура станом на 31 березня 2011 року:
|          | Загалом | Допрацездатний вік | Працездатний вік | Постпрацездатний вік |
| -------- | ------- | ------------------ | ---------------- | -------------------- |
| Чоловіки | 47      | 13                 | 29               | 5                    |
| Жінки    | 32      | 8                  | 20               | 4                    |
| Разом    | 79      | 21                 | 49               | 9                    |